# Kanton Sens-Ouest
Kanton Sens-Ouest (fr. Canton de Sens-Ouest) byl francouzský kanton v departementu Yonne v regionu Burgundsko. Skládal se ze 13 obcí. Zrušen byl po reformě kantonů 2014.

## Obce kantonu
- Collemiers
- Cornant
- Courtois-sur-Yonne
- Égriselles-le-Bocage
- Étigny
- Gron
- Marsangy
- Nailly
- Paron
- Saint-Denis-lès-Sens
- Saint-Martin-du-Tertre
- Sens (západní část)
- Subligny